# フォッカー D.XXI
D.XXI
- 用途：戦闘機
- 設計者：Erich Schatzki
- 製造者：フォッカー
- 運用者：フィンランド空軍、オランダ空軍、デンマーク空軍
- 初飛行：1936年3月27日
- 生産数：148機
- 退役：1948年
- 運用状況：退役

フォッカー D.XXIは、オランダの航空機会社フォッカーによって1935年に設計された戦闘機である。これは王立オランダ領東インド陸軍航空隊(Militaire Luchtvaart van het Koninklijk Nederlands-Indisch Leger, ML-KNIL)の設計要求に応えたものである。
D.XXIは安価で頑丈、そして小型の戦闘機として設計され、当時としては立派な性能を備えていた。第二次世界大戦の最初の年、実戦投入されると、オランダ陸軍航空群とフィンランド空軍の双方に急場の助けを与えることとなった。またスペイン内戦中には、反乱軍の手に落ちる前に、エル・カルモリ工場で複数の機体が製造された。続いて1940年5月にドイツ軍がオランダ領内に侵攻、占領すると、その後にオランダで接収されたD.XXIの数機がルフトヴァッフェで運用されている。

## 開発

### 原型
1934年11月14日、新型戦闘機のための設計がフォッカーからオランダ陸軍航空群に提案された。フォッカーの設計班はErich Schatzkiに率いられていた。また、拠点はフォッカー社がアムステルダムの南部地区に新しく完成させた工場に置かれていた。彼らはフォッカー C.Xやフォッカー D.XVIIを含む、成功を収めた戦闘機から新しい概念や最新の機能を組み込み、結合することを求めていた。提案の航空機には低翼単葉、そして完全に周囲を覆ったコックピットが採用された。当初設計ではイギリスのエンジン製造企業であるロールスロイスと提携を実施し、ロールス・ロイス・ケストレルIVエンジンでこのタイプの機体を駆動させるもの、と元々は想定されていた。機の性能予測では高度4,350mにて最高速度が420km/h、航続距離は888kmであった。実用上昇限度は10,000mである。計画された兵装は小銃口径の機関銃か20mm機関砲を含むもので、翼内または胴体内に収容するものとされた。

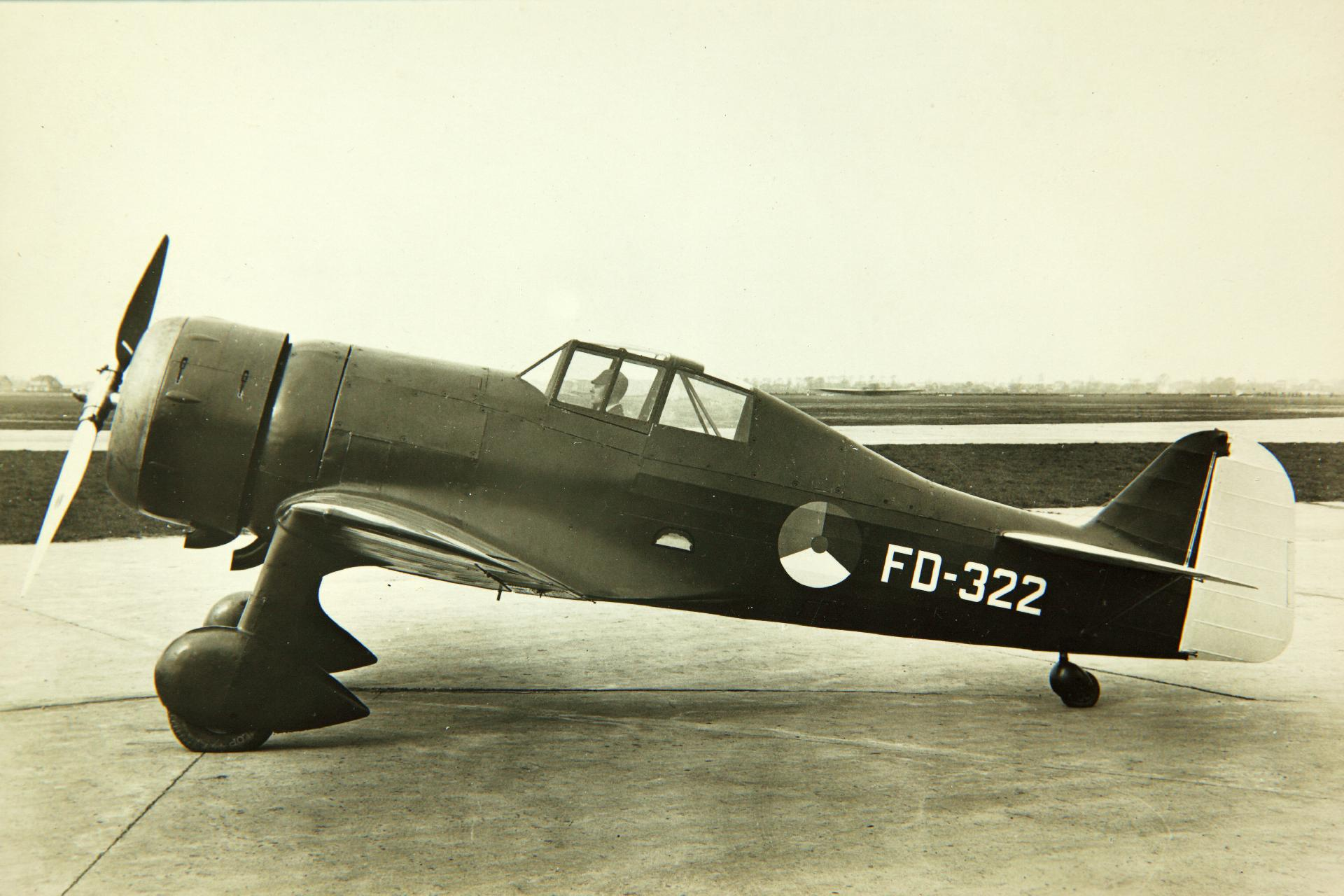
フォッカー D.XXI試作型

1935年初頭、オランダ陸軍航空群では提案された戦闘機を1機試作する契約を結んだ。ただ、これは王立オランダ領東インド陸軍向けに性能を評価するというものであった。この試作機は「FD-322」と名づけられ、ブリストル・マーキュリーVI-S空冷星型エンジンで駆動し、三翅でピッチ2段のプロペラを装備した。初飛行は1936年3月27日、アイントホーフェンのウェルシャップ空港で行われた。航空著作家のG.H. Kamphuisによれば、初飛行が行われた直後にオランダの国防政策が大幅に変化したことにより、新戦闘機のまとまった生産は疑わしいものと予測されていた。H. Colijn外務大臣の国防省への通知では、国際情勢の変化に呼応し、新戦闘機よりも実質的な爆撃機の能力構築に高い優先順位をつけるだろうとした。戦闘機よりも爆撃機を強調する政策変更はいくぶん議論を起こした。当時、新戦闘機と偵察機の発注は、両方ともある程度検討中だったためである。また一方では新しい訓練機の要件も確認中だった。
さらに、オランダ陸軍航空群の練習機に関する興味があった。軍では、複数の任務に性能を発揮できる、重度に武装した「巡洋」航空機という概念に大きな重要性を見ていたのだった。Ir. Schatzkyが設計した、コールホーフェン F.K.58が航空機の比較審査に加わったことにより、さらに疑念や混乱が加えられた。F.K.58はいくらかD.XXIよりも先進的で、降着装置を引き込み式とし、最大速度は520km/hだった。D.XXIとF.K.58は、お互いの比較審査に参加すべきである事が決まり、1936年11月、D.XXIの試作機はユトレヒト州のソーステルベルフ飛行場へ送られた。ただし2機種の一対一での試験は、F.K.58が1938年9月まで初飛行できなかったために遅延した。

### 量産
1937年中に、オランダ政府は陸軍航空群の限定的な拡充の承認と予算を与えた。これはフォッカー D.XXI戦闘機を36機配備するための発注を出すという結果になった。エンジンにはブリストル・マーキュリーVIIもしくはVIIIエンジンが使われた。Kamphuisによれば、オランダはD.XXIの復活にある程度の関心をよせた。これは評価委員会が初の航空機審査を行ったためであった。それ自体はフィンランド空軍が関心を示したために実行されており、フィンランドへの輸出という結果になるだろう。1938年7月20日、最初のオランダ陸軍航空群のD.XXIが初飛行を果たした後、ソーステルベルフ飛行場への配備に先立って試験飛行に参加した。1939年9月8日、36機の最初の量産において、最後の航空機が配備された。
D.XXIの国内での需要に疑念が付されている間でも、この戦闘機はいくつかの外国政府の関心を引き付けていた。1937年、フィンランド政府は最初のバッチである7機の発注を決意した。さらなる交渉も、製造ライセンスを買収するという方向で実施された。この契約のもと、フィンランドは国内でさらに航空機を生産し始めた。1939年から1944年にかけ、タンペレにある国営航空機工場(Valtion Lentokonetehdas)では総計93機の航空機を生産している。
1940年から1941年を通じ、フィンランド国営航空機工場では冬戦争を通じて使われた航空機の運用をさらに続けられるよう、再生修理に着手した。1941年には追加で50機のD.XXIが発注され、これらはエンジンに、スウェーデンを介して獲得したプラット&ホイットニーR-1535ツイン・ワスプ・ジュニアが使われた。延長されたコックピットのガラス面、カウル部分が滑らかになっていること、カウルより後、機体下部に設けられた大型の空気吸入口でこうした機体を見分けることができる。これらD.XXIの胴体内に搭載された2挺の機関銃は翼内に移設され、新しいエンジンの偏りを補正するために垂直尾翼の面積が増強された。搭載重量が増えたためにR-1535で駆動するD.XXIはわずかに性能を減じ、マーキュリーエンジンを積んだ型と同様には機動できなかった。1944年には予備部品を組み立て、フィンランド製D.XXIが5機追加された。
デンマーク政府でも、自国仕様の生産ライセンスに沿ってアレンジを加えたD.XXI戦闘機を2機発注した。デンマーク製のD.XXI戦闘機はブリストル・マーキュリーVI-S星型エンジンを積み、マドセン20mm機関砲を両翼下に吊るした。ドイツ軍のデンマーク侵攻に先立ち、10機がコペンハーゲンにある王立陸軍航空機工場で完成した。D.XXIの製造ライセンスはスペイン第二共和政府も必要としていた。記録では50機分の胴体がスペイン側の製造ライン上で完成している。しかし、スペインの工場で生産された戦闘機は、いずれも完成する前に反乱軍によって制圧、接収された。幾つかの文献では、工場が制圧されたのちも、1機のみスペイン製のD.XXIが接収を免れたとしている。

## 設計

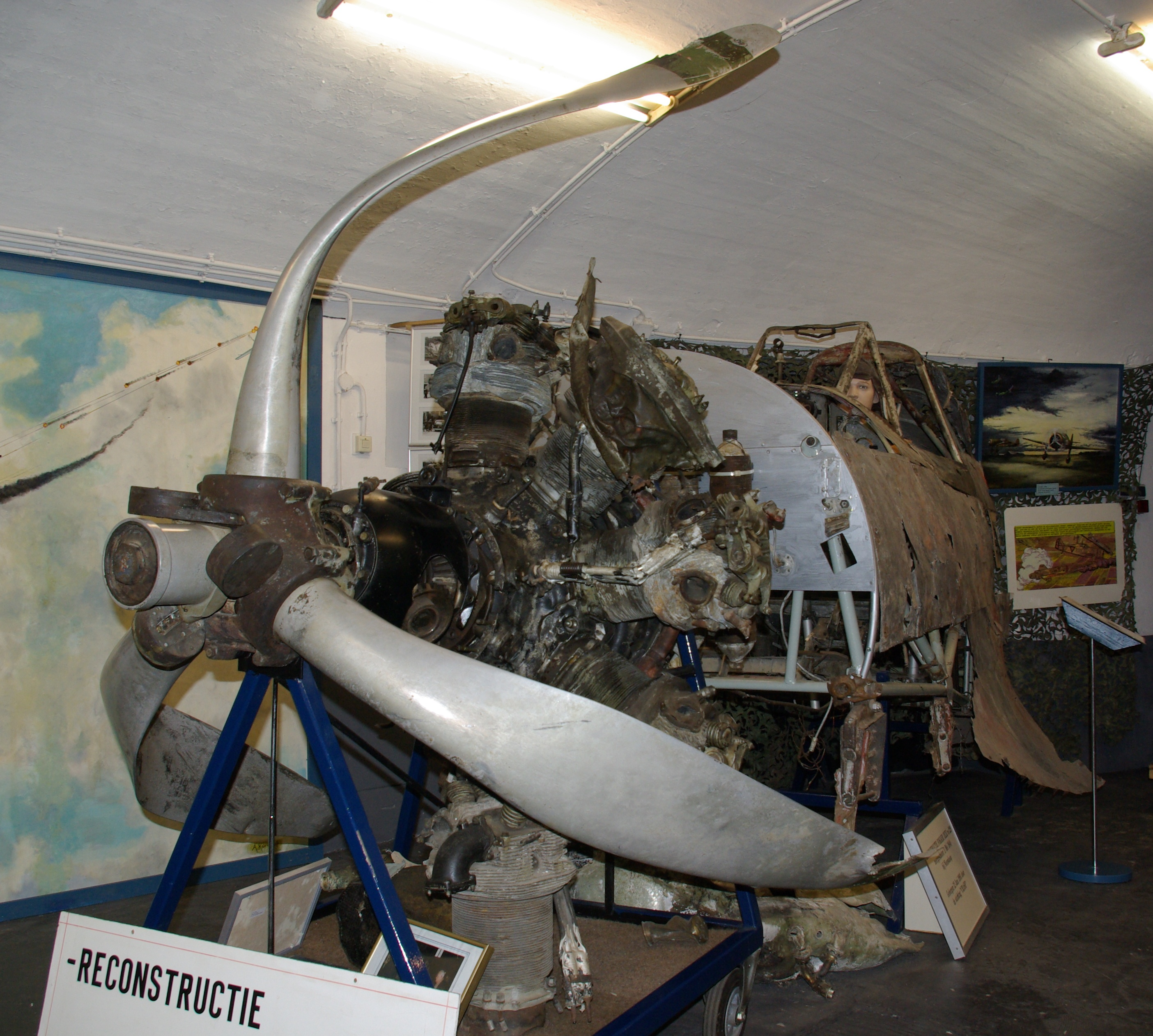
事故を起こし、胴体前部のみ保管されたフォッカー D.XXI

フォッカー D.XXIは低翼単葉の戦闘機である。当時の標準的なフォッカー社の設計を実践し、本機は鋼管を溶接し、繊維で広く覆っていることが特徴である。これには舵面も含まれる。代わりに、主翼後縁の前方部分は取り外し可能なアルミ板が用いられている。主翼は木製で、2個の箱型の主桁を合板で作られたリブに取り付けて構成される。この機の降着装置は固定式で、スパッツをつけた片持ち式の脚を装備した。ブレーキを利かせるには、圧搾空気を利用し、独立に作動するペダルで行われた。
D.XXIのコックピットは、プレキシガラスの天蓋で完全に周囲が覆われている。また大きく開放でき、緊急事態ではパイロットの脱出のため完全に投棄できた。座席後方の構造内に設けられた支柱によって、パイロットは機が転覆した際にも負傷から防護されている。燃料はエンジン後方に位置する容量77ガロンの燃料槽に収容されるほか、補助燃料タンクを翼内に内蔵することもできた。主兵装は2組の7.92mm M36 FN-ブローニング機銃を積んで構成された。うち1組は主翼内に搭載され、弾薬各300発を携行した。もう一組は胴体前方に搭載され、プロペラのブレード圏内を抜けて射撃が行われる。携行弾数は各500発。
1938年に就役した時、D.XXIはオランダ陸軍航空群の前に大いなる飛躍を突きつけた。当時まで、軍の戦闘機部隊は年経て開放式のコックピットを装備する複葉機で構成されていた。新しいフォッカーはダイブの際に降下速度700km/hを達成する能力があり、極めて頑丈な飛行機であることも速やかに証明した。
D.XXIの初期の量産中、フォッカー社の設計部は、基本設計から数種類の派生型を検討しており、それは主翼の再設計や、エンジンを他の数種類の候補と交換するなどであった。こうした主機には650馬力のロールス・ロイス・ケストレルVや750馬力のプラット&ホイットニー・ツイン・ワスプ・ジュニアが含まれる。1938年中には、広く改修を施した150、151、152として知られる3種類のタイプが着手された。これらの航空機は1,375馬力のブリストル・ハーキュリーズや1,050馬力のロールス・ロイス・マーリン、そして1,090馬力のダイムラーベンツDB 600Hで駆動される予定だった。この再設計の中に、主脚を引き込み式とする案が組み込まれていた。

## 作戦投入

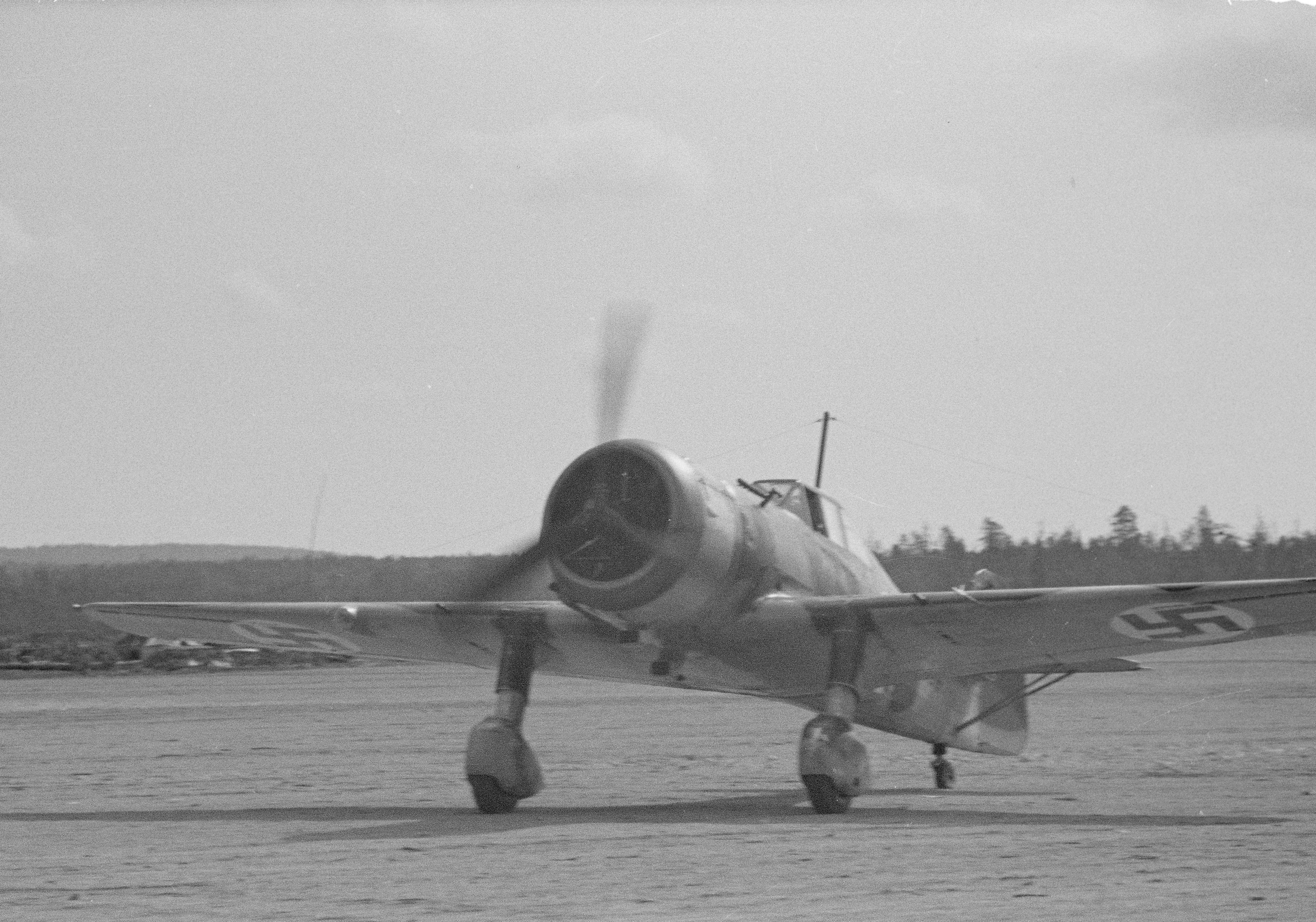
フォッカー D.XXI、1942年8月

フィンランド空軍のフォッカーD.XXIは、ソビエト連邦とフィンランドとの間に行われた、1939年-1940年にかけての冬戦争中に最初の実戦投入を経験している。戦争の勃発時、総計41機がフィンランド側で就役しており、全てがマーキュリーVIIIエンジンで駆動していた。1939年12月1日、D.XXIはソビエトのツポレフSBを撃墜して初勝利を達成した。フォッカーはソビエト空軍の機材に対して互角に戦い、また星型エンジンや固定式の降着装置といった頑強な設計はフィンランドの状況にうまく合致することとなった。フィンランドのD.XXIの性能は多くのソビエト操縦士の感心を集めた。
冬戦争の継続、そして新型のソ連戦闘機が出現し、いよいよフォッカー D.XXIは低出力で火力が弱すぎ、対抗できないことが明らかとなった。主兵装は7.92mm機銃が4挺のみであった。フォッカーに20mm機関砲を搭載することが計画されたものの立ち消えとなり、戦闘機1機のみが2門の20mm機関砲と2挺の7.92mm機銃を備えた。また別の戦闘機が引き込み式の主脚に換装したが、期待されたほどの性能の改善はなかったため、それ以降の改修続行はなかった。固定式の降着装置は、荒れた滑走路や、冬季に用いるスキー仕様への改修に適しており、どちらもフィンランドの戦場では有利な点であった。総計12機のD.XXIが戦争中に失われ、うち6機は敵の攻撃によらず事故で失われた。
フィンランドとソ連との間の戦いは1941年-1944年の継続戦争によって再開され、D.XXIはふたたびフィンランド空軍の兵力の鍵となった。最初の空戦の最中、6機のマーキュリーエンジンを積んだD.XXIが2機のソ連側イリューシンDB-3爆撃機を撃墜した。幾人かのフィンランド空軍の操縦士たちは、フォッカー D.XXIによって戦闘機エースとなった。フォッカーのエースで最高戦果を収めたのはヨルマ・サーヴァントで、この型の飛行機で12機と5/6の戦果を収めた。また多数のエースがフォッカーで少なくとも1機の撃墜を記録した。最高のスコアを持つ機体はFR-110で、10機の撃墜を達成した。この機は戦争を生き延び、フィンランド中央航空博物館に展示されている。フィンランドは自前のD.XXIの運用を1949年まで続け、それから1952年の要求事項でこれらを余剰物に分類した。

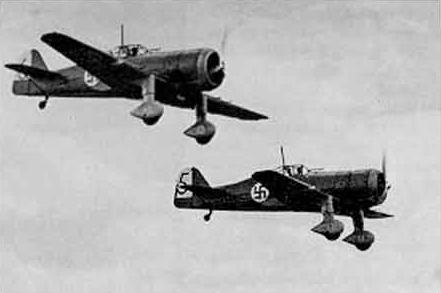
フィンランド空軍のフォッカー D.XXI、飛行中のペア

王立オランダ領東インド陸軍航空隊むけの発注は取り消されたといえ、オランダ陸軍航空部隊では戦闘機36機の発注を行っており、これらの配備は1940年5月のドイツ軍侵攻に抵抗するのに間に合った。1940年5月10日、この日ドイツ軍はオランダ侵攻のため進発し、28機のD.XXIが準備を整え、実戦投入可能だった。最初の日、6機のD.XXIがフォッカー T.V爆撃機の編隊を援護した。これはドイツ軍の進撃阻止のためマース川の橋梁群の攻撃に向かうものだった。この部隊は9機のドイツ側メッサーシュミットBf 109に迎撃され、それに続く格闘戦で1機のBf 109が撃墜され、2機以上が損傷を受けた。D.XXIの1機とT.V爆撃機が2機撃墜された。同日、D.XXIの編隊は迎撃を行い、早朝の間に国境を越えて兵員を輸送するため飛来したユンカースJu52、55機のうち37機を撃墜した。
初日を過ぎると戦闘でうけた損傷のため、多数の航空機が任務に耐えなくなり、5月11日、アムステルダム北部のバイクスロートでの再編が決定された。続く4日間でバイクスロートから行われた出撃はD.XXIの単機または小さな集団が味方部隊を援護しに飛行するか、捜索打撃の任務につくものだった。5月11日、D.XXI戦闘機によって少なくとも2機のBf 109の撃墜が記録された。数的に優位なドイツ軍部隊に対する出撃は5月14日中ごろまで繰り返され、この時点でオランダの降伏がバイクスルートまで達しており、ドイツ軍による利用を防ぐために残った航空機と滑走路の両方ともが破壊された。元の兵力である28機のD.XXIのうち、8機が飛行に耐える状態で残されていた。D.XXIはBf 109よりも速度がずっと遅く軽武装とはいえ、機動性を理由として戦闘では驚くほど良い性能を発揮した。それはまた、Ju 87スツーカのダイブに追従できる航空機のうちの一種だった。にもかかわらず、ドイツ空軍の数的優位は作戦中の大半のオランダ側航空戦力とD.XXI戦闘機の撃破に至った。5月15日中とその以後に少数機が鹵獲されたが、その後の機材の運命は定かではない。

## 派生型
- D.XXI：試作機、シリアルナンバーはFD-322
- D.XXI-1：デンマーク向けの仕様の機体。3機を生産、645hpのブリストル・マーキュリーVISエンジンで駆動する。8mm機銃を2挺、20mmマドセン機関砲で武装している。
- D.XXI-1：王立空軍航空工場にて生産された機体。10機生産、830馬力のブリストル・マーキュリーVIIIエンジンで駆動する。
- D.XXI-2：53機生産。うち36機はRNLAF(オランダ空軍)に配備された。
- D.XXI-3：フィンランドでライセンス生産されたD-XXI-2。1940年には追加の20mm機関砲を装備している。生産機数は35機。
- D.XXI-4：改修されたD.XXI-3。825馬力のプラット&ホイットニーR-1535-SB4C-Gツインワスプジュニアを装備する。生産機数は55機。
- プロジェクト150：ブリストル・ハーキュリー星型エンジンを装備して提案された型。生産に至らず。
- プロジェクト151：ロールス・ロイス・マーリンエンジンを装備して提案された型。生産に至らず。
- プロジェクト152：ダイムラーベンツDB600Hを装備して提案された型。生産に至らず。

## 採用国
デンマーク

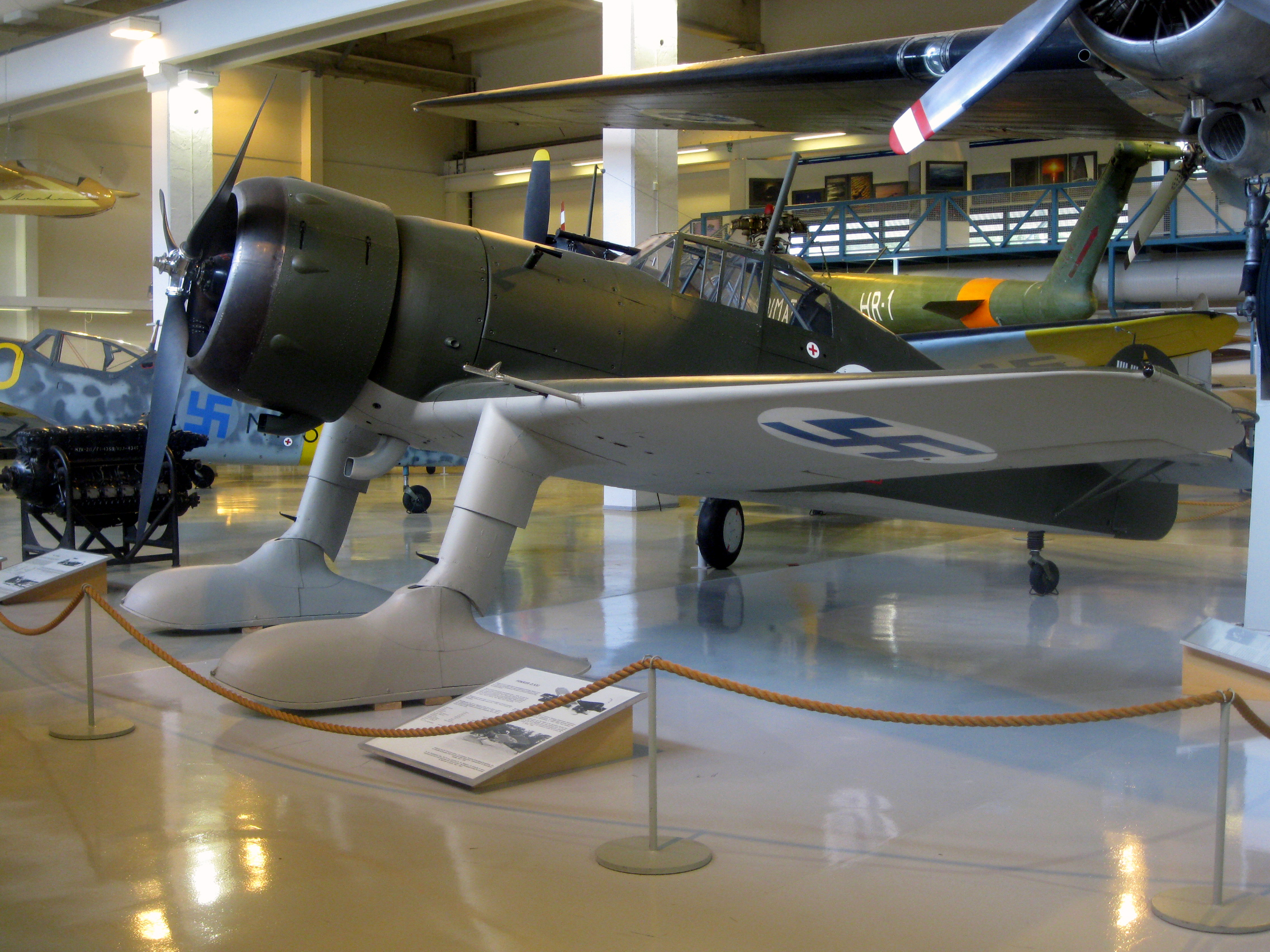
フォッカーD.XXI (FR-110)。フィンランド中央航空博物館の収蔵。

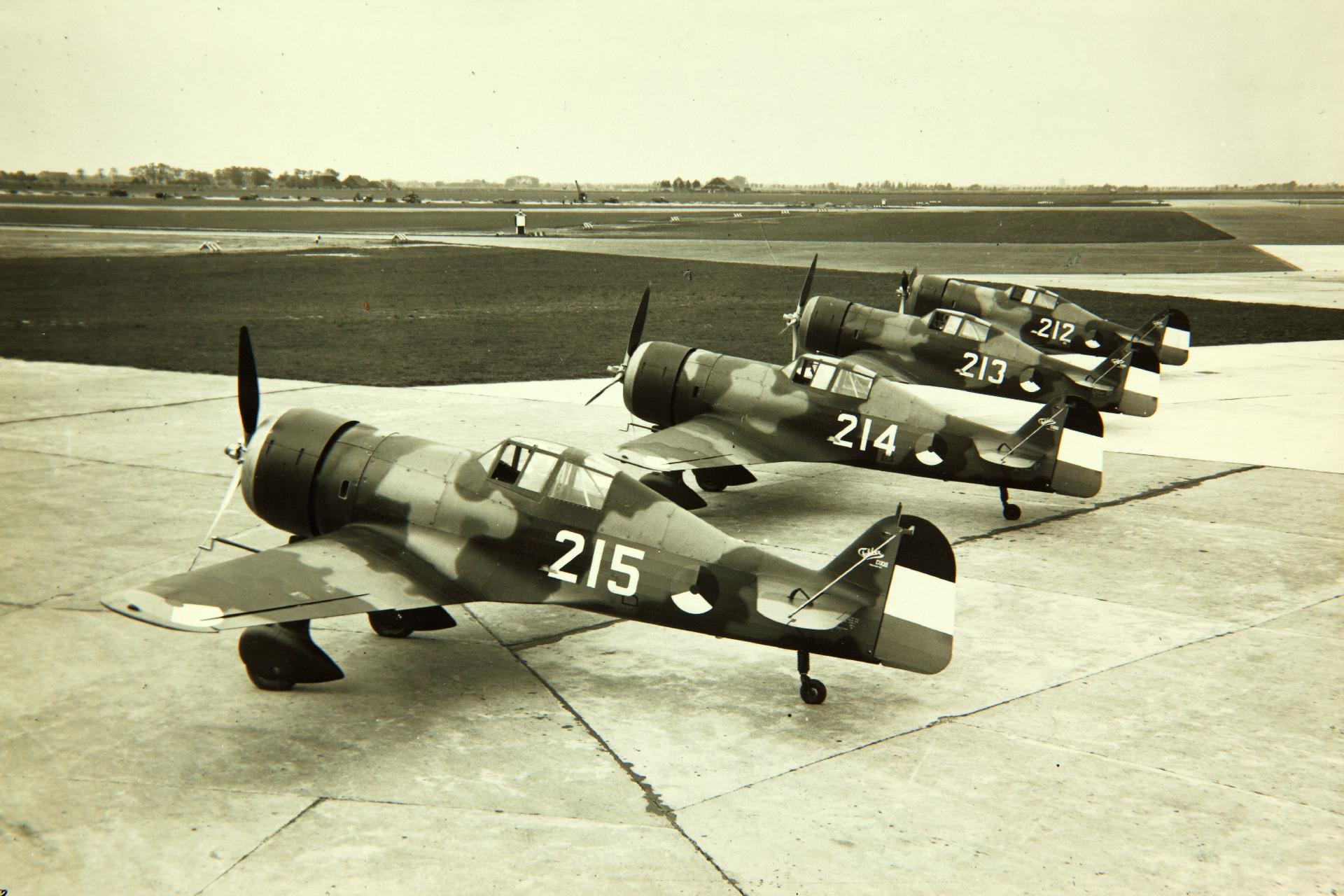
4機のフォッカーD.XXI。オランダ空軍に所属。

- Hærens Flyvertropper(デンマーク陸軍航空隊)[13] 3機を購入[14]、10機をライセンス生産。部隊ではIIIJと呼称("第三戦闘航空機")[15]
  - ユトランド航空部隊

 フィンランド
- フィンランド空軍 7機を購入、90機をライセンス生産[16]。
  - No. 10スコードロン、フィンランド空軍
  - No. 12スコードロン、フィンランド空軍
  - No. 14スコードロン、フィンランド空軍
  - No. 24スコードロン、フィンランド空軍
  - No. 26スコードロン、フィンランド空軍
  - No. 30スコードロン、フィンランド空軍
  - No. 32スコードロン、フィンランド空軍

 ドイツ
- ドイツ空軍 ドイツ航空隊からの接収品を詳細数不明ながら運用。

 オランダ
- オランダ陸軍航空群、36機配備。

スペイン第二共和政
- 完成品を1機保有した可能性がある。

## 展示機体
- フィンランド中央航空博物館にはFR-110が展示されている。これはFR-81およびFR-137の部品を加えてレストアしている。冬戦争時にはViktor Pyötsiäの個人乗機であり、また10機すべてD.XXIのうち、最も高い空戦での戦果を収めた機体であった。冬戦争中にViktor Pyötsiäは7機撃墜を記録し、垂直尾翼にそれが描かれている。
- ホーエフェーン空港では2018年当時、熟練のレプリカ機製作者であるJack van Egmondの手により、飛行可能な状態のレプリカが製作されている。本機はオリジナルの部品をいくつか用いる予定で、またオリジナルのフォッカーが制作した仕様書を参考として製作される。このためJack van Egmondはフォッカーの設計図416枚のうち397枚を所有している[17][18]。
- オランダの軍事航空博物館にはKLuのマーキングを塗装したレプリカが存在する。
- Crash Foundation

## 諸元(D.XXI フィンランド、マーキュリーエンジン搭載)
データは脚注に拠る
。
- 主要諸元

乗員：1名
全長：8.2m
翼幅：11m
全高：2.92m
主翼面積：16.2平方m
空虚重量：1,594kg
全備重量：1,970kg
主機：ブリストル・マーキュリーVIII 9気筒。空冷星型エンジン、830馬力
- 性能

最大速度：460km/h
巡航速度：429km/h
降下制限速度：700km/h
航続距離：930km
実用上昇限度：11,350m
到達時間：6,000mまで7分30秒
出力重量比：0.309 kW/kg (0.188 hp/lb)
兵装：7.7mmヴィッカース機関銃、4挺

### 書籍
- De Jong, Peter. Le Fokker D.21 (Collection Profils Avions 9) (in French). Outreau, France: Éditions Lela Presse, 2005. ISBN 2-914017-26-X.
- Eberspacher, Warren. Fokker D-XXI, Volume 1: Dutch and Danish Aircraft (International Squadron Monograph No.1). St. Paul, MN: Phalanx Publishing Co. Ltd., 1994. ISBN 1-883809-05-3.
- Gerdessen, Frits. Nederlandse Militaire Luchtvaartt VI: Fokker D-XXI (deel 2) (in Dutch). Spijkenisse, the Netherlands: Stichting Vrienden van  het Militaire Luchtvaart Museum/Afdeling Luchtvaartkennis KNVvL, 1991. No ISBN.
- Gerdessen, Frits and Luuk Boerman. Fokker D.XXI: History, Camouflage and Markings – Operations of the LVA/ML Fokker D.XXI (Dutch Profile 5) (bilingual Dutch/English). Zwammerdam, the Netherlands: Dutch Decal, 2007. No ISBN.
- Green, William. "D-XXI:  Ancestor of Alliance". RAF Flying Review Vol. XVII, No. 12.
- Green, William. "Four Guns and a Canopy". RAF Flying Review, Vol. 19, No. 2.
- Green, William. "The 'Halfway-House' Fokker". Air Enthusiast, August 1971.
- Green, William. "The Last of the Fighting Fokkers". RAF Flying Review.
- Green, William. Warplanes of the Second World War, Volume One: Fighters. London: Macdonald & Co. (Publishers) Ltd., 1960 (tenth impression 1972). ISBN 0-356-01445-2.
- Green, William. Warplanes of the Second World War, Volume Three: Fighters. London: Macdonald & Co. (Publishers) Ltd., 1961 (Seventh impression 1973). ISBN 0-356-01447-9.
- Heinonen, Timo. Thulinista Hornetiin – 75 vuotta Suomen ilmavoimien lentokoneita (in Finnish).  Tikkakoski, Keski-Suomi, Finland : Keski-Suomen ilmailumuseo, 1992, ISBN 951-95688-2-4.
- Hooftman, Hugo. Fokker D-XXI (Nederlandse Vliegtuig Encyclopedie 5) (in Dutch). Bennekom, the Netherlands: Cockpit-Uitgeverij, 1978.
- Kamphuis, G.H. The Fokker D.XXI (Aircraft in Profile number 63). Leatherhead, Surrey, UK: Profile Publications Ltd., 1966.
- Keskinen, Kalevi, Kari Stenman and Klaus Niska. Fokker D.XXI (Suomen Ilmavoimien Historia 3) (in Finnish, with English summary) . Espoo, Finland: Tietoteos, 1974 (2nd edition 1977). ISBN 951-9035-15-X.
  - 4th improved edition republished in two parts as:
    - Keskinen, Kalevi and Kari Stenman. Fokker D.XXI [Mercury] (Suomen Ilmavoimien Historia 3a) (in Finnish). Helsinki, Finland: Hobby Kustannus Oy, 2000. ISBN 952-5334-02-3.
    - Keskinen, Kalevi and Kari Stenman. Fokker D.XXI [Wasp] (Suomen Ilmavoimien Historia 3b) (in Finnish). Helsinki, Finland: Hobby Kustannus Oy, 2000. ISBN 952-5334-03-1.
- Ledwoch, Janusz. Fokker D.XXI (Wydawnictwo Militaria 5) (in Polish). Warsawa, Poland: Wydawnictwo Militaria, 1995. ISBN 83-86209-34-8.
- Raunio, Jukka. Lentäjän näkökulma 2 (in Finnish). Forssa, Finland, 1993. ISBN 951-96866-0-6.
- Skulski, Przemysław. Fokker D.21 (Seria "Pod Lupą" 10) (in Polish, with English summary). Wrocław, Poland: Ace Publication, 1999. ISBN 83-86153-79-2.
- Taylor, John W.R. "Fokker D.XXI" Combat Aircraft of the World from 1909 to the present. New York: G.P. Putnam's Sons, 1969. ISBN 0-425-03633-2.
- Toll, Karl. "The Last of the Fighting Fokkers". Airpower, January 1982.